# Hong Kong Exchanges and Clearing

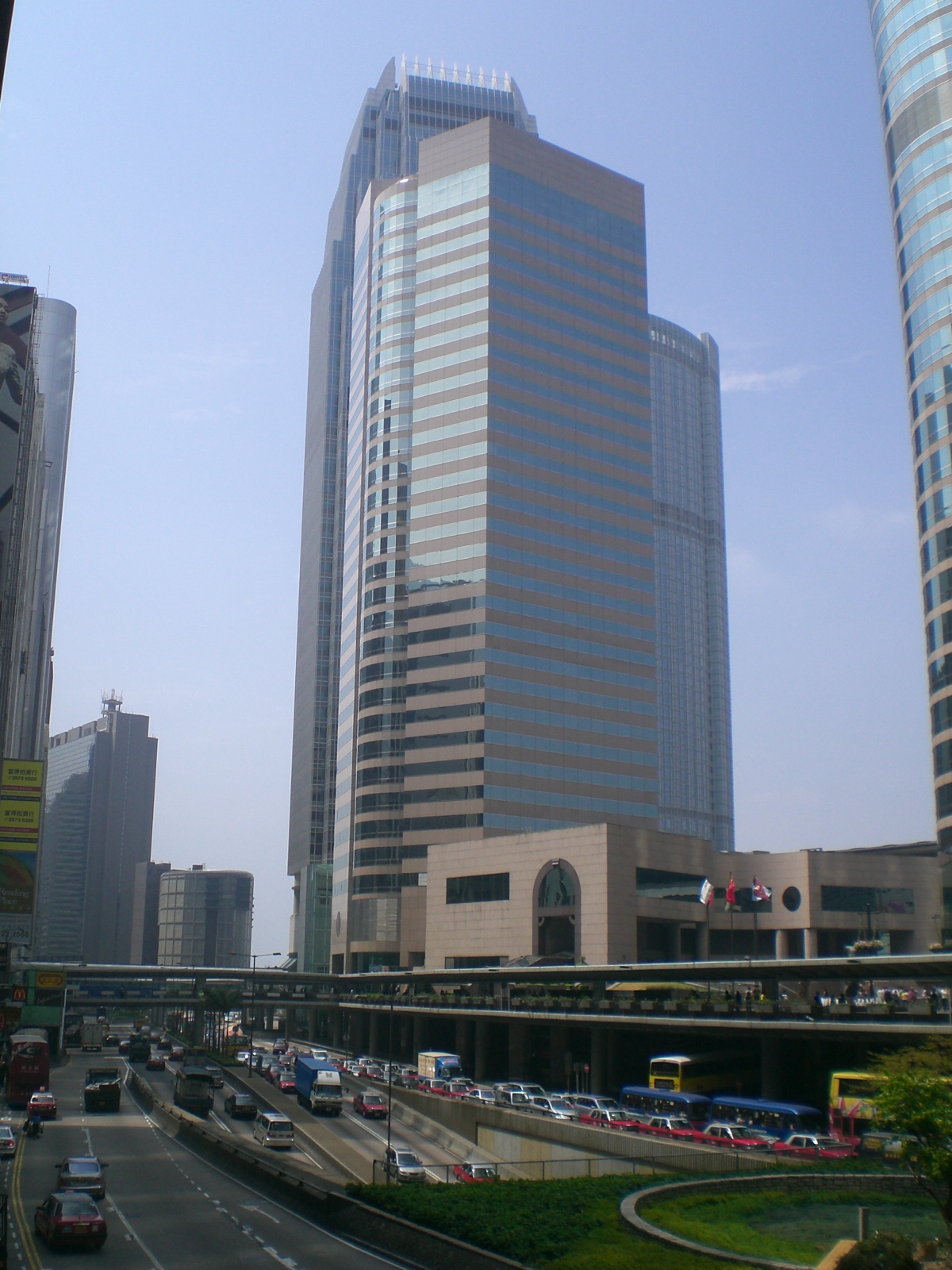
Exchange Square в Гонконге

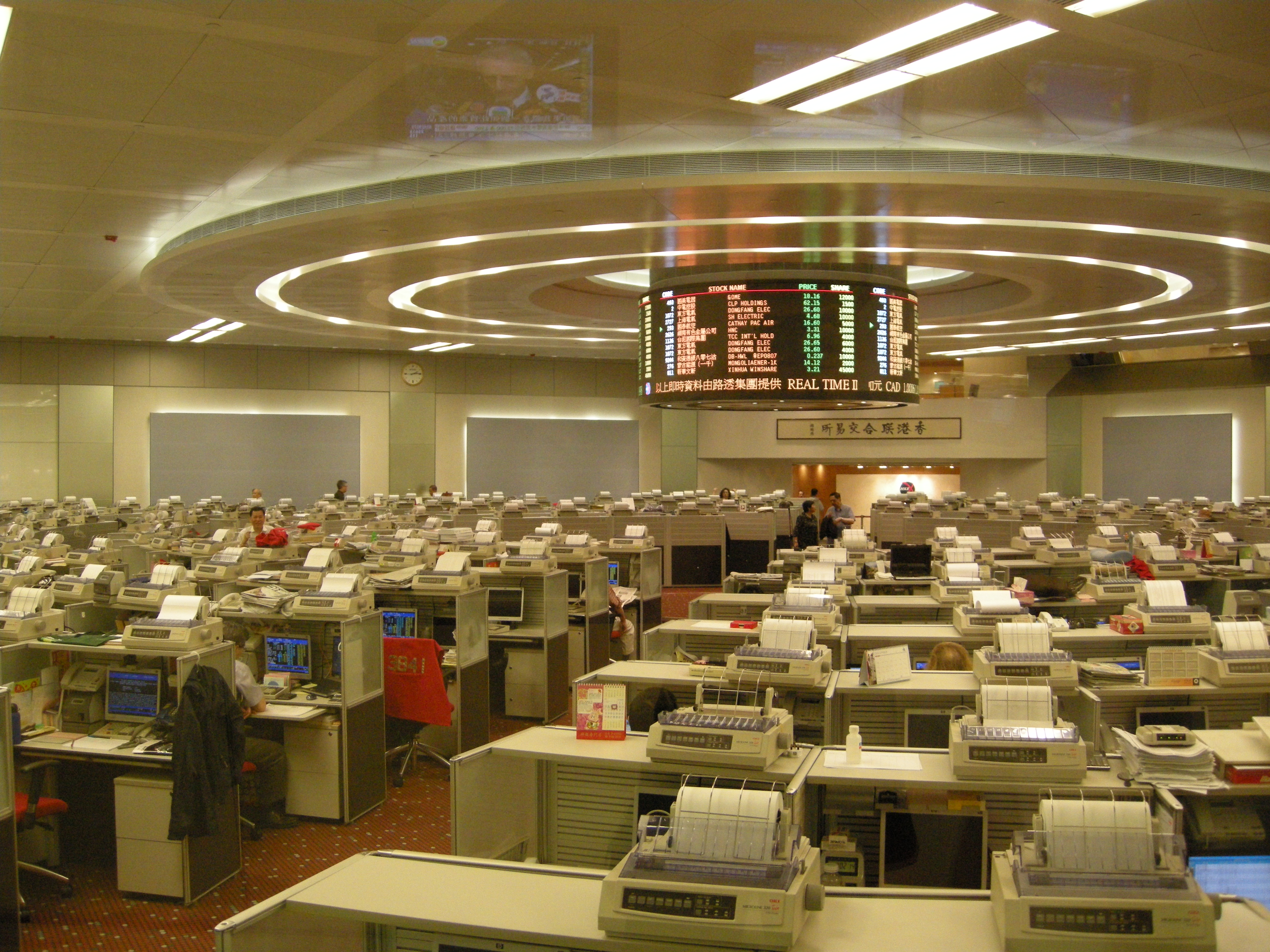
Торговый зал Гонконгской биржи

Hong Kong Exchanges and Clearing Limited (HKEx; 香港交易及結算所有限公司) — крупный финансовый холдинг, образованный в 2000 году путём объединения компаний Гонконгской фондовой биржи, Гонконгской фьючерсной биржи (Hong Kong Futures Exchange) и Hong Kong Securities Clearing Company (финансовые услуги). Штаб-квартира холдинга расположена в Гонконге, в небоскребе Exchange Square (округ Сентрал). В списке крупнейших компаний мира Forbes Global 2000 за 2021 год занял 573-е место (446-е по чистой прибыли, 693-е по активам и 201-е по рыночной капитализации).

## История
Официально Гонконгская биржа основана в 1891 году, хотя фактически она осуществляла операции с 1861 года. Гонконгская фьючерсная биржа была основана в 1976 году, однако в 1987 году она обанкротилась. В 2010 году по капитализации представленных на ней компаний Гонконгская фондовая биржа занимала 6-е место в мире, уступая в Азии лишь Токийской и Шанхайской биржам.
По состоянию на март 2011 года в Hong Kong Exchanges and Clearing работало 800 человек, рыночная стоимость корпорации составляла более 23,1 млрд долларов, а продажи — 0,9 млрд долларов. Правительство Гонконга является одним из крупнейших акционеров Hong Kong Exchanges and Clearing и контролирует в совете директоров компании шесть из тринадцати мест.
В 2012 году Hong Kong Exchanges and Clearing приобрела Лондонскую биржу металлов. По итогам 2015 и 2016 годов Гонконгская фондовая биржа являлась мировым лидером по объёму первичных размещений. В 2019 году Hong Kong Exchanges and Clearing сделала предложение Лондонской фондовой бирже (LSE) об объединении обеих компаний, но сделка так и не состоялась.

## Собственники и руководство
Крупнейшими акционерами являются JPMorgan Chase (7,05 %) и правительство Гонконга (5,09 %).
Совет директоров состоит из 13 членов, включая главного исполнительного директора и 12 независимых директоров, 6 из которых назначаются правительством Гонконга, другие 6 избираются собранием акционеров.
- Лаура Ча Майлун (Laura May-Lung CHA, род. в 1949 году) — независимый председатель совета директоров с мая 2018 года, также председатель совета директоров The Hongkong and Shanghai Banking Corporation (с 2019 года, с 2007 года заместитель председателя) и член советов директоров HSBC и Unilever, директор Всемирной федерации бирж (с 2018 года). Доктор юридических наук (Университет Санта-Клары, Калифорния).
- Келвин Тай Чикинь (TAI Chi Kin, Calvin) — главный исполнительный директор с начала 2021 года, в компании с 1998 года.
- Апурв Багри (Apurv BAGRI) — независимый член совета директоров с 2016 года, также председатель Лондонской школы бизнеса и управления финансовых услуг Дубая.
- Игнатиус Чань Цзечинь (CHAN Tze Ching, Ignatius) — независимый член совета директоров с 2009 года, также член советов директоров малайзийского AFFIN Bank и Монгольской горнодобывающей компании.
- Чеа Ченхи (CHEAH Cheng Hye) — независимый член совета директоров с 2017 года, также сопредседатель Value Partners Group.
- Сьюзан Ву Мофон (WOO Mo Fong, Susan) — независимый член совета директоров с 2020 года, также член совета директоров CK Hutchison Holdings.
- Анита Фун (FUNG Yuen Mei, Anita) — независимый член совета директоров с 2015 года, также член совета директоров China Construction Bank.
- Рафаэль Джиль-Тьенда (Rafael GIL-TIENDA) — независимый член совета директоров с 2015 года, также член совета директоров JPMorgan Chase (China) Company.
- Фред Ху (HU Zuliu, Fred) — независимый член совета директоров с 2014 года, также член советов директоров Industrial and Commercial Bank of China, UBS и Yum China Holdings.
- Бенджамин Хун (HUNG Pi Cheng, Benjamin) — независимый член совета директоров с 2018 года, также глава азиатского подразделения и китайского филиала Standard Chartered.
- Хьюго Лён (LEUNG Pak Hon, Hugo) — независимый член совета директоров с 2017 года, также глава гонконгского филиала BNP Paribas.
- Джон Уильямсон (John Mackay McCulloch WILLIAMSON) — независимый член совета директоров с 2008 года, также председатель UK Tote Group и член совета директоров Pacific Basin Shipping.
- Стивен Ю (YIU Kin Wah, Stephen) — независимый член совета директоров с 2017 года, также член советов директоров China Mobile и ANTA Sports Products[2].

Также имеется международный консультативный совет, в который входят:
- Стюарт Гуливер (бывший CEO HSBC)
- Мэри Шапиро (бывший председатель Комиссии по ценным бумагам и биржам)
- Маркус Валленберг (председатель Skandinaviska Enskilda Banken)
- Нил Шень (глава Sequoia China, китайского филиала Sequoia Capital)[8]
- Джозеф Цай (сооснователь и вице-председатель Alibaba Group)[2]

## Деятельность
Выручка за 2020 год составила 19,2 млрд гонконгских долларов, её основные составляющие: плата с участников торгов на биржах — 7 млрд, клиринг — 4,4 млрд, чистый инвестиционный доход — 2,2 млрд, плата за листинг на бирже — 1,9 млрд, депозитарные услуги — 1,3 млрд, передача биржевой информации — 1 млрд. Активы на конец года составили 399 млрд долларов, из них 171 млрд пришёлся на ценные бумаги, 158 млрд — на наличные и краткосрочные депозиты.
Клиринговая дочерняя компания HKSCC является номинальным акционером большинства компаний, имеющих листинг на Гонконгской фондовой бирже (то есть является держателем акций от имени анонимных акционеров). Статус номинального акционера приравнивается к статусу миноритарного акционера.
Основные подразделения на 2020 год:
- Cash (наличные) — обеспечение торговли акциями компаний на Гонконгской фондовой бирже, а также связей с фондовыми биржами Шанхая и Шэньчжэня, предоставление биржевой информации; выручка 5 млрд долларов.
- Equity and Financial Derivatives (деривативы) — обеспечение торговли деривативами на Гонконгской фондовой бирже и Гонконгской фьючерсной бирже; выручка 3,2 млрд долларов.
- Commodities (товары) — обеспечение работы Лондонской биржи металлов и Цяньхайской товарной биржи; выручка 1,4 млрд долларов.
- Post Trade (послеторговые услуги) — клиринг (взаимозачёт) совершенных на биржах сделок, а также депозитарные услуги; выручка 6,2 млрд долларов.
- Technology (технологии) — обеспечение работы электронной торговой платформы и информационной инфраструктуры бирж, разработка и распространение программного обеспечения; выручка 0,9 млрд долларов[2].

| Год                 | 2001  | 2002  | 2003  | 2004  | 2005  | 2006  | 2007  | 2008  | 2009  | 2010  | 2011  | 2012  | 2013  | 2014  | 2015  | 2016  | 2017  | 2018  | 2019  | 2020  |
| ------------------- | ----- | ----- | ----- | ----- | ----- | ----- | ----- | ----- | ----- | ----- | ----- | ----- | ----- | ----- | ----- | ----- | ----- | ----- | ----- | ----- |
| Оборот              | 1,997 | 1,808 | 2,020 | 2,394 | 2,694 | 4,147 | 8,390 | 7,549 | 7,035 | 7,566 | 7,855 | 7,211 | 8,723 | 9,849 | 13,38 | 11,12 | 13,18 | 15,87 | 16,31 | 19,19 |
| Чистая прибыль      | 0,734 | 0,589 | 0,693 | 1,057 | 1,340 | 2,518 | 6,169 | 5,129 | 4,704 | 5,037 | 5,093 | 4,084 | 4,546 | 5,138 | 7,931 | 5,741 | 7,355 | 9,291 | 9,390 | 11,49 |
| Активы              | 13,7  | 14,1  | 19,8  | 21,5  | 22,9  | 40,7  | 87,9  | 62,8  | 45,3  | 47,9  | 54,0  | 80,8  | 85,8  | 251,8 | 238,2 | 247,3 | 317,6 | 255,9 | 279,0 | 399,1 |
| Собственный капитал | 5,220 | 5,493 | 5,613 | 4,031 | 4,337 | 5,257 | 8,376 | 7,294 | 8,027 | 8,677 | 9,159 | 17,76 | 20,52 | 21,36 | 29,96 | 32,38 | 37,38 | 40,90 | 44,50 | 49,24 |

## Дочерние компании
Основные дочерние компании на 2020 год:
- The Stock Exchange of Hong Kong Limited
- Hong Kong Futures Exchange Limited
- Hong Kong Securities Clearing Company Limited (HKSCC)
- OTC Clearing Hong Kong Limited (76 %)
- HKFE Clearing Corporation Limited
- The SEHK Options Clearing House Limited
- The London Metal Exchange
- LME Clear Limited
- Qianhai Mercantile Exchange Co., Ltd. (90 %)